# Ledena dvorana Gáborja Ocskaya
Ledena dvorana Gáborja Ocskaya (pred letom 2009 Ledena dvorana Székesfehérvár) je športna dvorana v Székesfehérvárju na Madžarskem. Od leta 2009 se imenuje po nenadno preminulem domačem hokejistu Gáborju Ocskayu. Njena kapaciteta je 3.500 gledalcev. Zgrajena je bila leta 1991. V njej domače tekme igra madžarska hokejska ekipa Alba Volán Székesfehérvár.